# Chodżent
Chodżent (tadż. Хуҷанд, Chudżand, w latach 1936–1991 Leninabad) – miasto w północnym Tadżykistanie, stolica wilajetu sogdyjskiego (Sughd). Leży nad rzeką Syr-darią. 
Drugie (po Duszanbe) pod względem liczby ludności miasto kraju.   

## Położenie
Chodżenet położony jest nad rzeką Syr-darią w północnej części Tadżykistanu, w pobliżu granicy z Kirgistanem i Uzbekistanem.

## Historia
Początki miasta według niektórych źródeł sięgają czasów Aleksandra Wielkiego (zob. Aleksandria Eschate).
W średniowieczu był to ważny punkt na szlaku handlowym z Chin do Azji Środkowej.
W latach 1219–1220 miasto bohatersko broniło się przed wojskami Czyngis-chana, ostatecznie jednak zostało zajęte i zniszczone.
W 1866 roku Chodżenet został zdobyty wraz z chanatem kokandzkim przez Rosję. W latach 1922–1991 w Związku Radzieckim. Od 1991 roku w niepodległym Tadżykistanie.

## Gospodarka
W mieście rozwinęły się: przemysł głównie jedwabniczy (jeden z największych w kraju zakładów jedwabniczych), odzieżowy, obuwniczy, spożywczy, oczyszczalnie bawełny. 
Chodżent to stary ośrodek artystyczny wyrobów ceramicznych, jubilerskich oraz rzeźby w drewnie.

## Transport
W pobliżu miasta znajduje się stacja kolejowa, skąd kursuje pociąg do Moskwy.

## Zabytki i atrakcje turystyczne
- ogród botaniczny Akademii Nauk Tadżykistanu[1]
- muzeum regionalne[1]
- średniowieczna twierdza[1]
- mauzoleum szajcha Muslih ad-Dina z XIV wieku[1]
- resztki murów cytadeli z XVIII wieku[1]
- meczet z początku XX wieku, obecnie muzeum[1]
- meczet Masjidi Jami (1512-1513)[2]
- bazar Panjshanbe (1964)[2]

## Oświata i nauka
Znajduje się tu Chodżencki Uniwersytet Państwowy im. Bobodżana Gafurowa.

## Miasta partnerskie
- Buchara
- Niszapur
- Orenburg
- Samarkanda
- Szymkent
- Tabriz